# Provizija
Provizija (obresti) je vnaprej določen, odstotni oziroma procentualni znesek, ki ga mora oseba, ki jemlje posojilo, doplačati osebi, kateri denar dolguje. Provizija predstavlja nadomestilo za finančne pomanjkljivosti, ki jih izkusi dajalec posojila, upoštevaje možno stanje, če denarja ne bi posodil.